# He Dan Jia
He Dan Jia (xinès: 河亶甲, nascut Zi Zheng (xinès: 子整), va ser un rei de la Xina de la Dinastia Shang.
En els Registres del Gran Historiador ell és llistat per Sima Qian com el dotzè rei Shang, succeint al seu pare Wai Ren (xinès: 外壬). Va ser entronitzat l'any del Gengshen (xinès: 庚申) amb Ao (xinès:隞) com a capital. En el primer any del seu regnat, ell va traslladar la seva capital a Xiang (xinès: 相). En el tercer any del seu regnat, el seu Ministre Pengbo (xinès: 彭伯) va conquerir Pei (xinès: 邳) que s'havia revoltat contra el seu pare. En el quart any del seu regnat ell va llançar un altre atac contra els Bàrbars Blaus. En el cinquè any del seu regnat els Xian (xinès: 侁人) van ocupar Banfang (xinès: 班方), però van ser derrotats pels ministres del rei, Pengbo i Weibo (xinès: 韦伯), que després manaren un enviat al Shang. Ell va governar per 9 anys abans que faltés. Se li va donar el nom pòstum de He Dan Jia i fou succeït pel seu fill Zu Yi (xinès: 祖乙).
Les inscripcions oraculars sobre ossos desenterrats a Yinxu deixen constància alternativament que ell fou l'onzè rei Shang, que va rebre el nom pòstum de Jian Jia (xinès: 戔錢) i va ser succeït pel seu germà Zu Yi.